# متصرفیه قدس

متصرفهٔ قدس در سوریهٔ عثمانی در سال ۱۹۰۰

مُتَصَرِّفهٔ قُدسِ شَریف که با نام سَنجاقِ قدس نیز شناخته می‌شود، یکی از نواحی امپراتوری عثمانی با وضعیت اداری ویژه بود که در ۱۸۷۲ تأسیس شد. این ناحیه شامل قدس و شهرهای بزرگی چون غزه، یافا، الخلیل، بیت‌لَحم و بِئرشَبَع می‌شد. در اواخر دورهٔ عثمانی، متصرفه قدس به همراه سنجاق نابلُس و سنجاق عَکّا منطقه‌ای را تشکیل دادند که عموماً به عنوان سوریه جنوبی یا فلسطین شناخته می‌شد.